# Elementos patrimoniais
Elementos Patrimoniais são os elementos que compõe o patrimônio de uma entidade. Eles podem ser bens, direitos e obrigações da entidade, classificados em ativo e passivo.